# 고모리 가즈타카
고모리 가즈타카(小森 一孝, 1943년 - 1971년)는 일본의 우익 테러리스트이다. 1960년 나가사키현립 나가사키 동 고등학교를 중퇴 후 대일본애국당에 입당하였으며, 1959년 후카자와 시치로(深澤七郞)의 일본 천황과 황태자가 일본민중에 의해 참수형당한다는 내용의 글 『풍류몽담』(風流夢譚)를 게재한 주오공론사의 사장 시마나가의 집에 침입, 그의 아내와 가정부 마루야마 가네를 습격하였다. 미루야마는 현장에서 즉사했고 그는 살인혐의로 1962년 도쿄지방재판소에서 징역 15년형을 받고 복역 중 1971년 옥사하였다.

## 약력
가즈타카는 1943년 나가사키현 이사하야 구에서 고모리 요시오의 3녀 1남 중 유일한 아들이자 막내로 태어났다. 아버지 요시오는 대만 출신 대만계 일본 법조인으로 패전 후 일본으로 귀국, 나가사키현의 부검사를 지냈다. 나이차이가 있는 연상의 누나 세명 중 큰누나는 초등학교 교사, 둘째 누나는 일찍이 독립해 의사로 개업하였다. 그러나 그의 어머니는 1947년 조현병으로 투신 자살하였고 그의 셋째 누나 역시 1959년 8월 정신분열증으로 나가사키의대 병원에 입원 중 투신 자살하였다.
학교 성적은 우수하였으나 1959년 나가사키현립 나가사키 동 고등학교 1학년 재학 중 우울증과 정신분열증으로 아버지 요시오에 의해 나가사키의대 병원에서 진료를 받기도 했다.
1960년 8월 학업 수행이 어려워 나가사키현립나가사키 동 고등학교를 중퇴 후 대일본애국당에 입당하였으며, 1959년 후카자와 시치로(深澤七郞)의 일본 천황과 황태자가 일본민중에 의해 참수형당한다는 내용의 글 『풍류몽담』(風流夢譚)를 게재한 주오공론사의 사장 시마나가를 죽이기로 결심, 1960년 2월 1일 시마나가의 집에 침입하였으나 시마나가 사장을 찾았으나 가정부 마루야마 가네가 사장은 출타중이라고 하자 그의 아내와 가정부 마루야마를 습격하였다.
마루야마는 현장에서 즉사했고 수배령이 나간 후 그는 2월 2일 경시청에 자수하였다. 살인혐의로 기소, 조사를 받았으며 그가 대일본애국당의 당원 신분이란 점을 이유로 대일본애국당의 총재 아카오 빈은 암살 배후로 지목되어 체포, 조사를 받기도 했다. 1962년 도쿄지방재판소에서 징역 15년형을 받고 1964년 도쿄 고등재판소에서 형이 확정되어 복역하던 중 1971년 11월 옥사하였다. 옥사 직전 한 여성잡지가 그의 근황을 인터뷰했다고 한다. 그의 나이 28세였다.

## 같이 보기
- 시마나가 사건
- 대일본애국당
- 야마구치 오토야
- 아카오 빈
- 미시마 유키오